# 러시아 부커상
러시아 부커 상(러시아어: Ру́сский Бу́кер 루스키 부케르[*], 1999년부터 2001년까지는 부커-스미르노프 상(러시아어: Букер — Smirnoff), 2002년부터 2005년까지는 부커-옷크리타야 로시야 상(러시아어: Букер — Открытая Россия))은 러시아의 문학상으로, 맨 부커 상을 모델로 하여 1992년 제정되어 매년 수상하고 있는 상이다. 국적에 무관하게 해마다 우수한 러시아어 소설 작품을 쓴 작가를 뽑아 수상한다. 심사를 통해 여섯 명의 후보를 추린 후 최종적으로 한 명을 뽑아 수상하게 된다.

## 수상자 목록
- 1992년 - 마르크 하리토노프
- 1993년 - 블라디미르 마카닌
- 1994년 - 불라트 오쿠자바
- 1995년 - 게오르기 블라디모프
- 1996년 - 안드레이 세르게예프
- 1997년 - 아나톨리 아졸스키
- 1998년 - 알렉산드르 모로조프
- 1999년 - 미하일 부토프
- 2000년 - 미하일 시시킨
- 2001년 - 류드밀라 울리츠카야
- 2002년 - 올레크 파블로프
- 2003년 - 루벤 갈리예고(루벤 가예고)
- 2004년 - 바실리 악쇼노프
- 2005년 - 데니스 구츠코
- 2006년 - 올가 슬라브니코바
- 2007년 - 알렉산드르 일리쳅스키
- 2008년 - 미하일 옐리자로프
- 2009년 - 옐레나 치조바
- 2010년 - 옐레나 콜랴디나

## 같이 보기
- 맨 부커 상
- 미겔 데 세르반테스 상
- 카몽이스 상
- 나기브 마푸즈 메달
- 맨부커 국제상 (한강이 '채식주의자'로 수상)
- 맨 아시아 문학상(Man Asian Literary Prize) (2012년 3월에 신경숙이 엄마를 부탁해로 수상)